# Sân bay Barra
Sân bay Barra (tiếng Gael Scotland: Port-adhair Bharraigh) (IATA: BRR, ICAO: EGPR) là một sân bay có đường băng ngắn nằm trong vịnh cạn Traigh Mhòr tại phía bắc của Đảo Barra, Outer Hebrides, Scotland. Đây là sân bay duy nhất trên thế giới mà các chuyến bay được sắp xếp theo lịch trình lên xuống của thủy triều do sân bay đã sử dụng bãi biển làm đường băng. Sân bay Barra mở cửa hoạt động từ năm 1936.

## Vị trí
Sân bay Barra tọa lạc tại vịnh nông của bãi biển Traigh Mhor trên đảo Barra của Outer Hebrides. Đường băng của sân bay đặt trong một khu vực tam giác đánh dấu bằng các cọc gỗ để giúp điều phối các máy bay cánh quạt Twin Otter hạ cánh trên cát.

## Lịch sử
Tháng 6 năm 1936, sân bay Barra được thành lập với một nhà ga hành khách cỡ nhỏ bên cạnh trường đua ngựa Gatwick. Sân bay Barra chính thức được cấp phép hoạt động vào ngày 07 tháng 8 năm 1936. Giá vé một chiều từ Barra đến Glasgow vào mùa đông năm 1936 là 4£. Vào mùa đông năm 1983, chi phí của vé một chiều đã tăng lên đến 10 lần là 40£.
Tháng 10 năm 1974, Loganair Glasgow Tiree bắt đầu hoạt động với hợp đồng đến Barra British Airways đến tháng 4 năm 1975. Từ năm 1994, quản lý hoạt động của sân bay Barra do Highlands and Islands Airports Limited nắm. Mùa hè năm 1994, giá vé đến Glasgow đã tăng lên gấp đôi so với lần tăng giá vé gần nhất là 80£.

## Đường băng dưới nước
Khi thủy triều lên cao, đường băng bằng cát của sân bay Barra sẽ bị nhấn chìm dưới mực nước biển. Bãi biển ở đây rất thu hút du khách tham quan và người nhặt sò. Họ cũng đến đây để tham quan và tìm hiểu cách hoạt động của sân bay đặc biệt này. Theo các kết quả của cuộc thăm dò do PrivateFly.com tiến hành vào năm 2011, sân bay Barra được bình chọn ở vị trí số 1 do có cách thiết kế đặc biệt cho máy bay khi hạ cánh trên cát.

## Các hãng hàng không và các tuyến bay
| Hãng hàng không                                                               | Các điểm đến                                            |
| ----------------------------------------------------------------------------- | ------------------------------------------------------- |
| Flybe Điều hành bởi Loganair                                                  | Sân bay Glasgow (kết thúc vào ngày 31 tháng 8 năm 2017) |
| Điều hành bởi Loganair, tập đoàn hãng hàng không khu vực chi phí thấp của Anh | Sân bay Glasgow (bắt đầu vào ngày 1 tháng 9 năm 2017)   |

## Thư viện ảnh

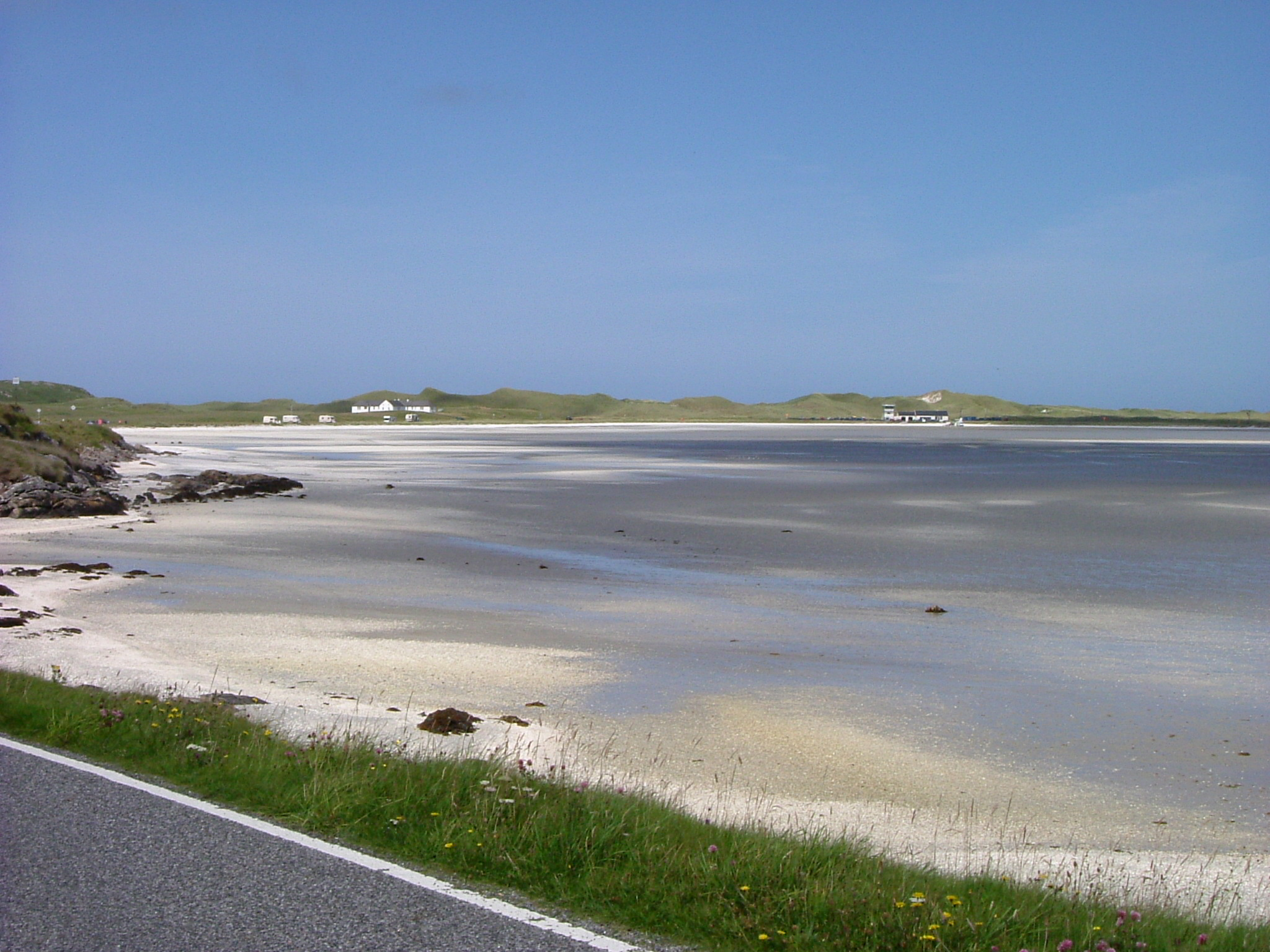
Đường băng bằng cát.
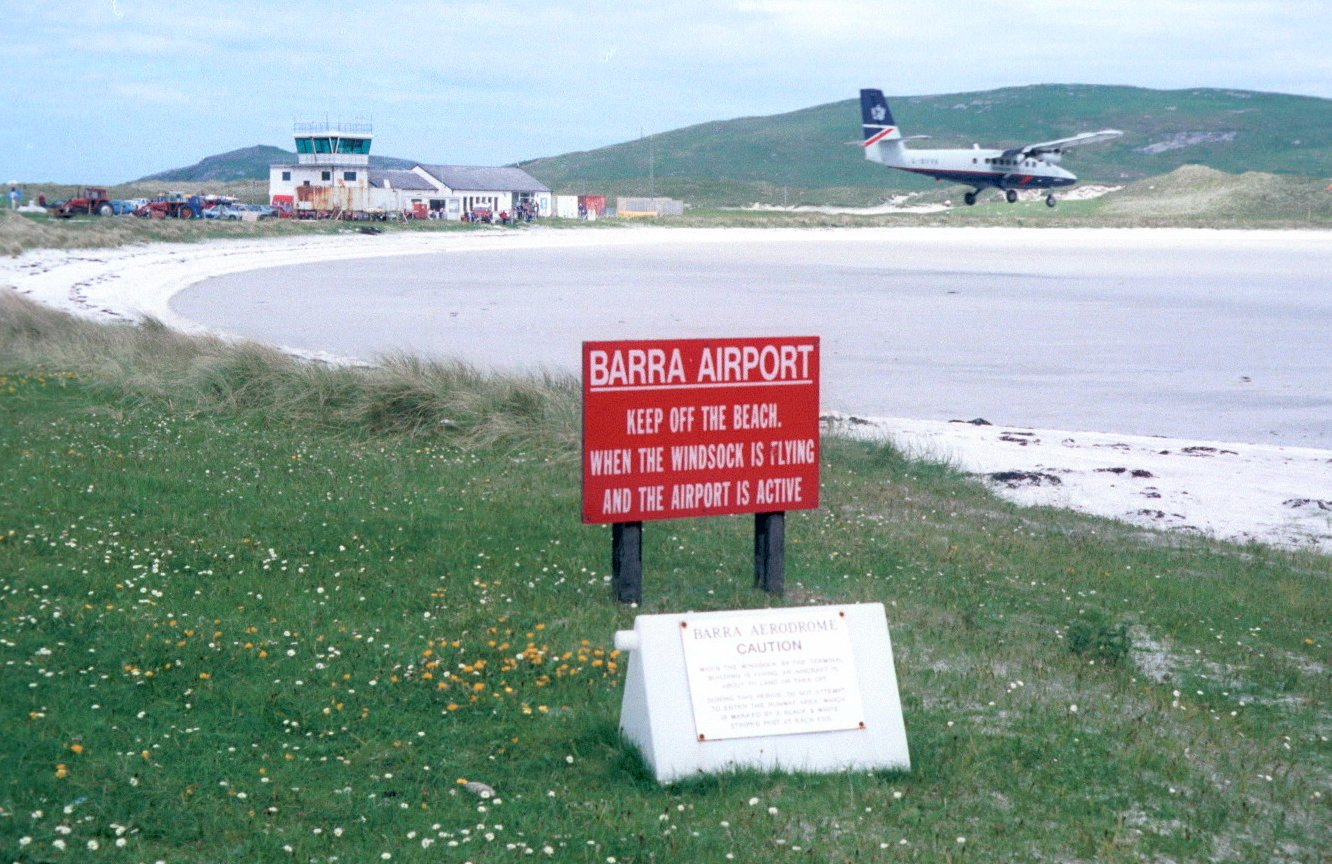
Sân bay Barra tại Scotland.
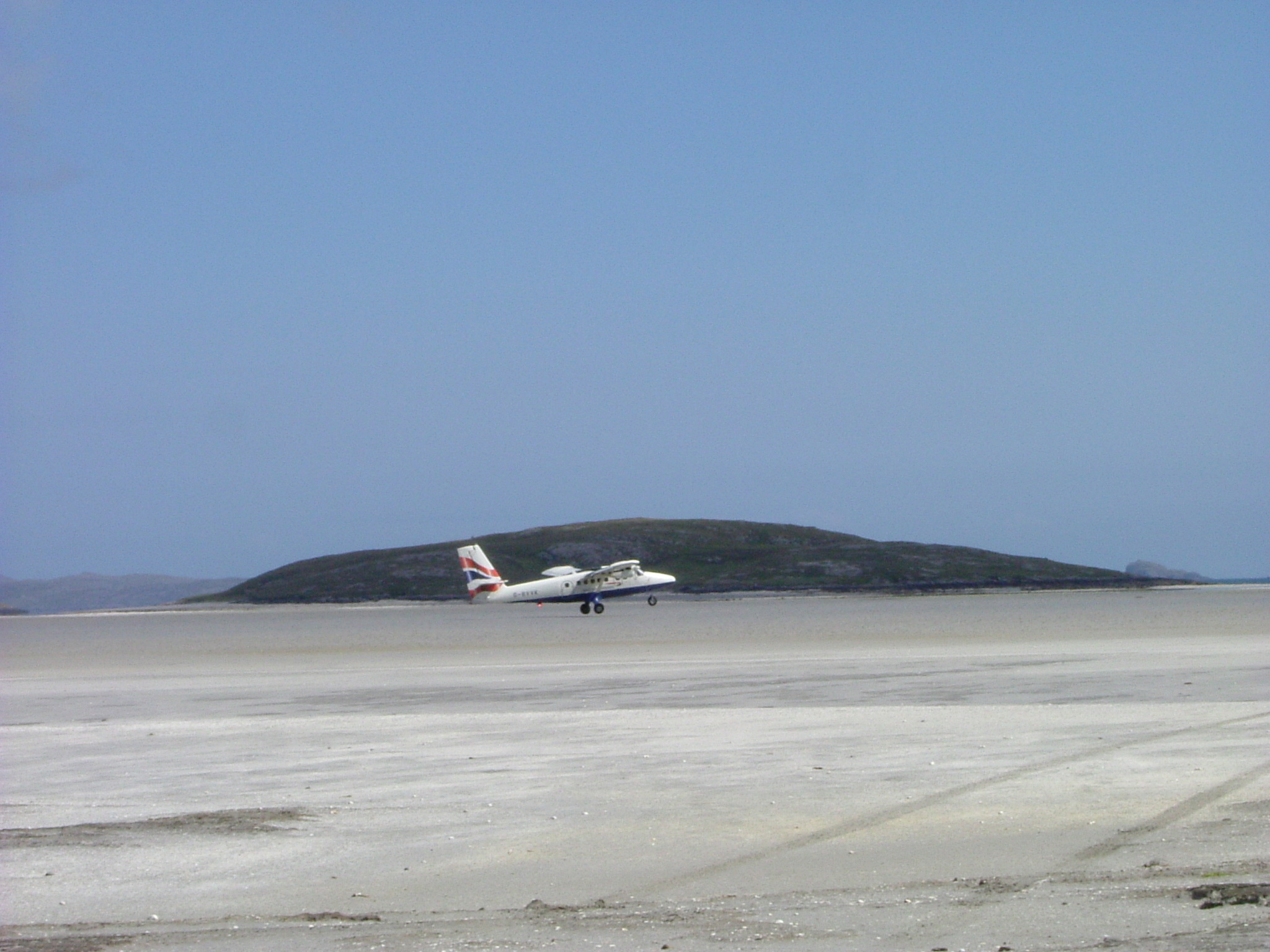
Máy bay Twin Otter đang hạ cánh tại sân bay Barra.
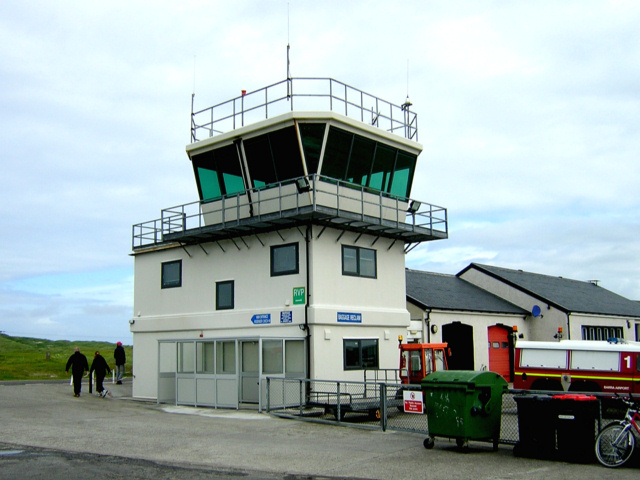
Đài không lưu của sân bay Barra.
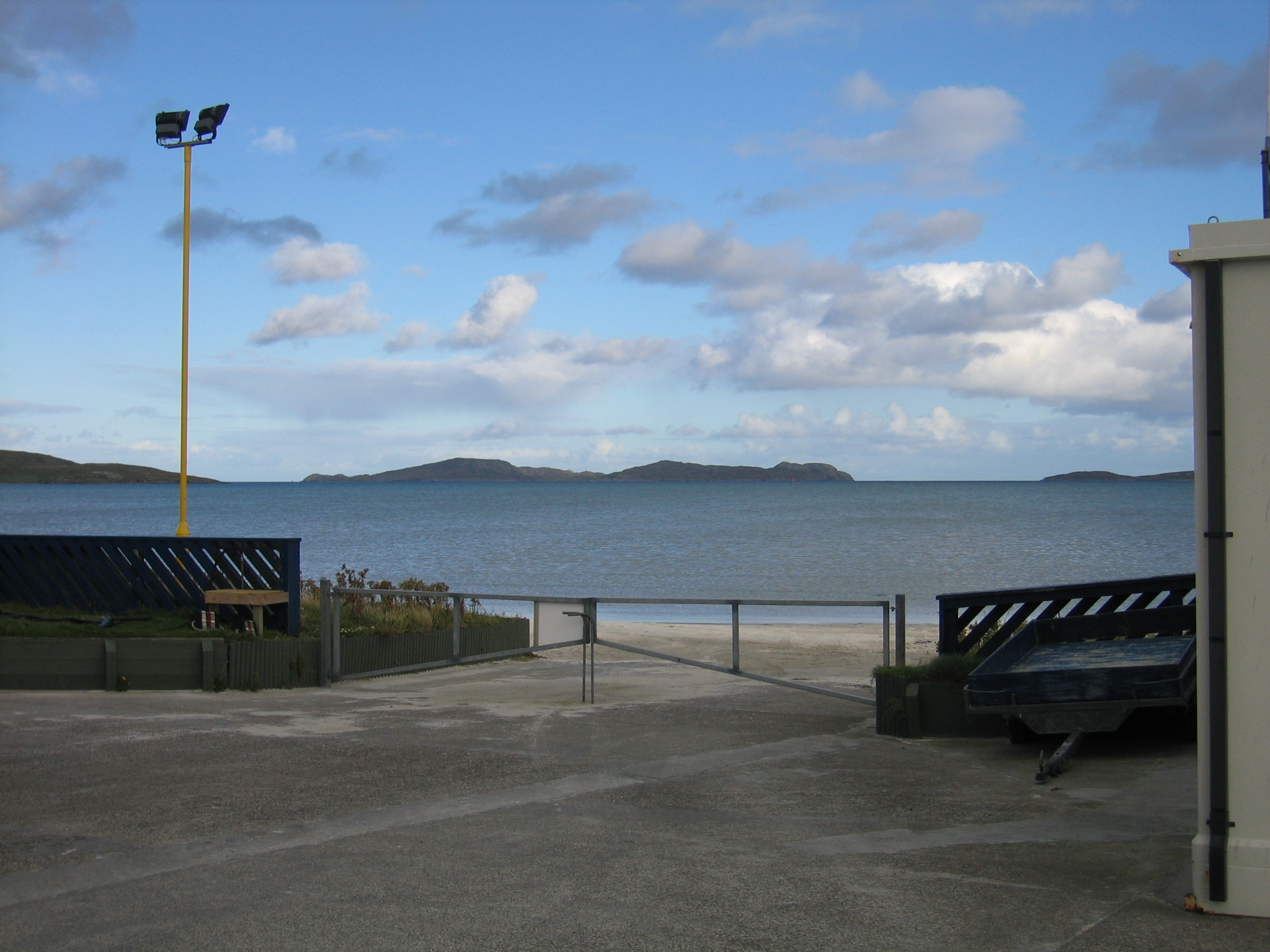
Sân bay Barra.